# Dima Bilan
Dima Bilan (rus. Дима Билан, pravo ime Viktor Belan; Ust-Džeguta, 24. prosinca 1981.) je ruski pop izvođač i glumac. Predstavljao je Rusiju na Eurosongu 2006. s pjesmom "Never Let You Go" i bio je drugi s 248 bodova. Na Eurosongu 2008. uvjerljivo je pobijedio s 272 boda s pjesmom "Believe".

## Životopis
Kad je imao jednu godinu njegova obitelj preselila se k njegovoj baki u grad Naberežnije Čelni u pokrajini Tatarstan. Kad je imao šest godina preselili su se u Kabardino-Balkariju gdje su on i njegova sestra išli u školu.
Diplomirao je na Gnesinihovom Glazbenom koledžu kao vokalni izvođač. Dimin debi bio je na rusko-latvijskom festivalu "New Wave" 2002. godine gdje je bio 4.

## Diskografija

### Albumi
- Ya nochnoy khuligan (2003.) (Я ночной хулиган – Ja sam noćni huligan)
- Na beregu neba (2004.) (На берегу неба – Na ivici neba)
- Vremya Reka (2006.) (Время-река – Vrijeme je rijeka)
- Protiv pravil (2008.) (Против правил)
- Believe (2009.)
- Contra Las Reglas (2009.)

### Singlovi
- "Ya tebya pomnyu" (Я тебя помню – Sjećam te se)
- "Eto bуla lyubov'" (Это была любовь – Bila si moja ljubav)
- "Not That Simple" (2005)
- "Ty dolzhna ryadom byt'" (Ты должна рядом быть – Trebala bi biti sa mnom)
- "Never Let You Go" (2006.)
- "Number One Fan" (2007.)
- "Amnesia" (2007.)
- "Gore Zima" (2007.)
- "Believe" (2008.)
- "Lonley" (2009.)
- "Lady" (2009.)
- "Dancing Lady" (2009.)
- "Changes" (2009.)

## Vanjske poveznice
- Službena stranica